# Jacques Coutrot
Pour les articles homonymes, voir Coutrot.
Jacques Coutrot, né le 10 avril 1898 dans le 17e arrondissement de Paris et mort le 17 septembre 1965 à Mormant, est un militaire de carrière escrimeur français, ayant pour arme le fleuret et l'épée. Il a été élève au Lycée Carnot de Paris, où il a fait partie du groupe d'amis du jeune Aragon avec Jacques Tréfouël et Pierre Maison
Il est sacré champion olympique d'escrime en fleuret par équipes aux Jeux olympiques d'été de 1924 à Paris, et termine quatrième dans l'épreuve individuelle. Absent des Jeux 1928 et 1932, il participe ultérieurement aux Jeux olympiques d'été de 1936 à Berlin en fleuret par équipes, où il remporte la médaille d'argent. Auparavant, la même année 1936, il est Champion de Paris avec le Cercle Militaire auquel il est licencié (au mois de mai).
Coutrot devient vice-champion du monde individuel à l'épée un an plus tard, aux Championnats d'escrime 1937.
En 1939, il obtient le titre national à l'épée, face à Michel Pécheux et Despretz.
Aux Jeux Méditerranéens, il obtient la médaille de bronze à l'épée individuelle en 1951 (à Alexandrie, lors de la première édition), ainsi que la médaille d'argent à l'épée par équipe la même année. Aux Championnats du monde de Stockholm, en 1951, il obtient la médaille d'or par équipe à l'épée avec la France. 
Sa carrière internationale se sera ainsi étalée sur plus de 27 années.
Jacques Coutrot devient dans le courant président de la Fédération internationale d'escrime, de 1949 à 1952, alors qu'il était devenu négociant.

## Distinctions
- Croix de guerre 1914-1918[5];
- Croix de Guerre 1939-1945;
- Chevalier de la légion d'Honneur à titre militaire.

## Lien externe

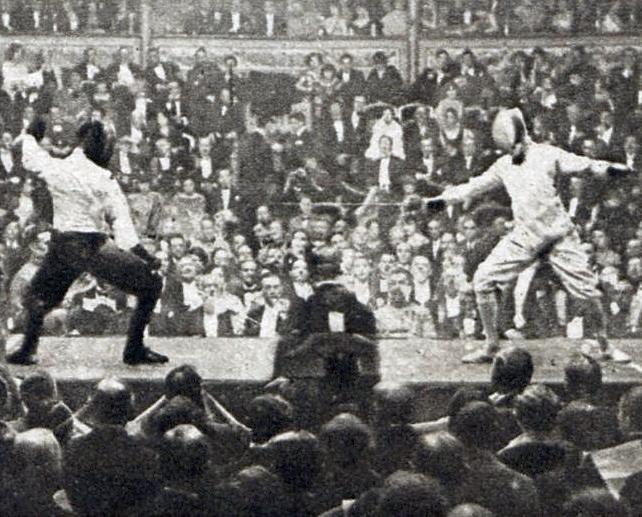
Jacques Coutrot vainqueur de l'italien Spigaroli au fleuret, lors du match France-Italie de janvier 1926, au Nouveau Cirque.